# Setembre (publicació digital)
Setembre és una revista digital especialitzada en periodisme social i cultural, que pretén cobrir informació inèdita respecte dels altres mitjans de comunicació.
Nascuda el 29 de novembre del 2016, va ser creada pels periodistes Sara Blázquez i Josep Comajoan, i l'edita la cooperativa de comunicació osonenca Dies d'agost, que forma part de l'Ateneu Cooperatiu de la Catalunya Central. Al principi, es va finançar a partir d'una campanya de micromecenatge a Verkami. Ara publica setmanalment un reportatge i una entrevista. No es dedica a les notícies d'actualitat, sinó a articles d'anàlisi en profunditat, tot i que segueix l'activitat dels moviments socials i entitats d'Osona, on se'n situa la seu.
Juntament amb Directa i Alternativas Económicas, aquest mitjà és un dels impulsors d'una xarxa europea de mitjans de comunicació alternatius, proposada en el 3r Congrés Europeu d’Economia Social i Solidària, celebrat a Atenes el 2017.